# Appui aérien rapproché
Pour les articles homonymes, voir CAS.

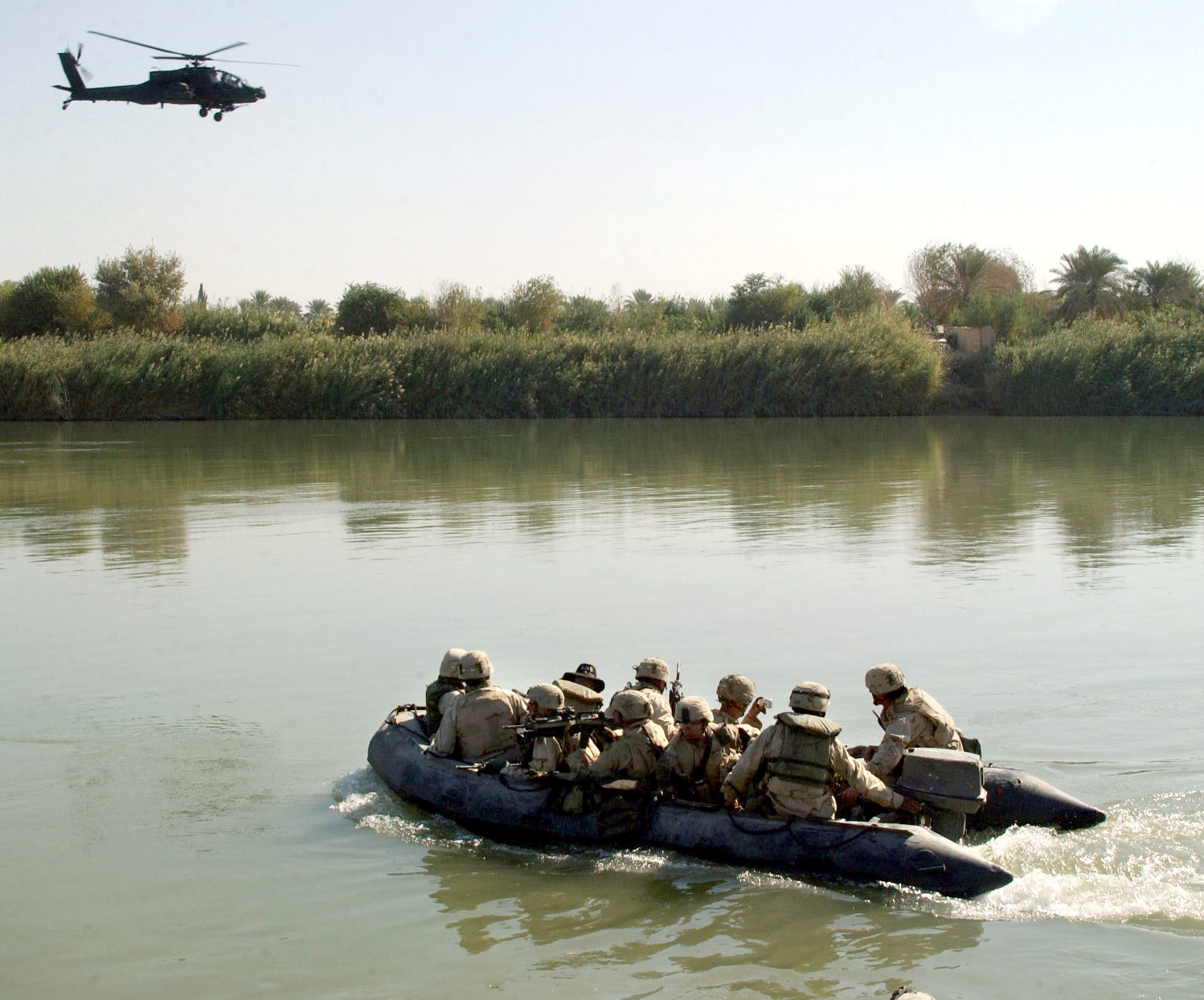
Un hélicoptère d'attaque AH-64 Apache fournit un appui aérien rapproché à des soldats de United States Army qui patrouillent sur le Tigre au sud-est de Bagdad, pendant la guerre d'Irak.

La couverture aérienne rapprochée (en anglais Close air support, abrégé en CAS) est une opération aérienne militaire.
Il désigne l'utilisation d'avion d'attaque au sol ou d'hélicoptères d'attaque pour appuyer des troupes proches de l'ennemi. Ce type d'opération nécessite à la fois un usage précis de la puissance de feu, un délai de réaction rapide et une bonne synchronisation avec les unités au sol.

## Histoire
La première mission de ce type a lieu le 13 septembre 1915, elle est effectuée par deux avions de l'aviation française pendant la Première Guerre mondiale.
Le premier bombardement en piqué lors d'un appui aérien rapproché a lieu le 16 juillet 1927 lors de la bataille d'Ocotal (en). Cinq Airco DH.4 de l'United States Marine Corps Aviation attaquant les troupes d'Augusto Sandino d'environ 500 à 600 hommes assiégeant la garnison de 37 Marines et 47 gardes nationaux nicaraguayens de cette cité mirent les sandinistes en déroute,.
Les États-Unis utilisent intensivement le CAS avec des appareils spécialisés comme l'AC-130 remplaçant du AC-47 Spooky et le Fairchild AC-119, le A-10 Thunderbolt II ou le AV-8B Harrier II. Nombre de pays utilisent des avions légers d'entrainement pour ce type de missions.
Lors de la guerre du Vietnam, il a été défini qu'une mission d'appui-feu, pour être décisive, doit être disponible en moins de 30 minutes. Des appareils en vol en permanence au-dessus des troupes coûtent très cher et doivent emporter plusieurs tonnes de carburant, ce qui diminue d'autant leur capacité d'emport en armement. Il faut donc trouver une solution pour que les appareils puissent être en attente à proximité immédiate du front mais au sol, camouflés à proximité de terrains improvisé, conduisant l'United States Marine Corps Aviation à acquérir l'Harrier AV-8A à décollage et atterrissage vertical en 1971. Ainsi, la théorie de la RAF et l'USMC utilisant ces avions au sol voulait qu'à 20 ou 30 km de la ligne de front, le Harrier effectue un décollage court ou vertical, atteint son objectif en seulement 5 minutes et regagne ensuite sa base arrière afin d'être réarmé pour une mission suivante, il n'emporte comme carburant qu'environ 750 à 1 000 litres afin de permettre un décollage vertical pour un rayon d'action limité à une mission, le pilote restant dans son cockpit au sol à écouter la transmission en attente de demande,.
Dans les années 2000, le temps d’attente entre une demande d'appui-feu aérien et sa réalisation a été réduit de 90 minutes, en moyenne, durant la guerre d'Afghanistan en 2001-2002 à un peu moins de 20 minutes durant la guerre d'Irak à partir de 2003. Dans certains cas, les attaques se sont déroulées 12 minutes après la demande, poussant l’US Air Force à déclarer qu’elle entendait, pour les opérations futures, passer en dessous du single digit et mener ses frappes moins de 10 minutes après un appel.
Lors de l'opération Liberté irakienne, l'appui-feu rapproché a joué un rôle déterminant en supplantant parfois le rôle de l'artillerie lorsque celle-ci ne parvenait pas à suivre le rythme de progression des forces de manœuvres, au point de constituer la forme principale d'appui-feu.

## JTAC/TACP

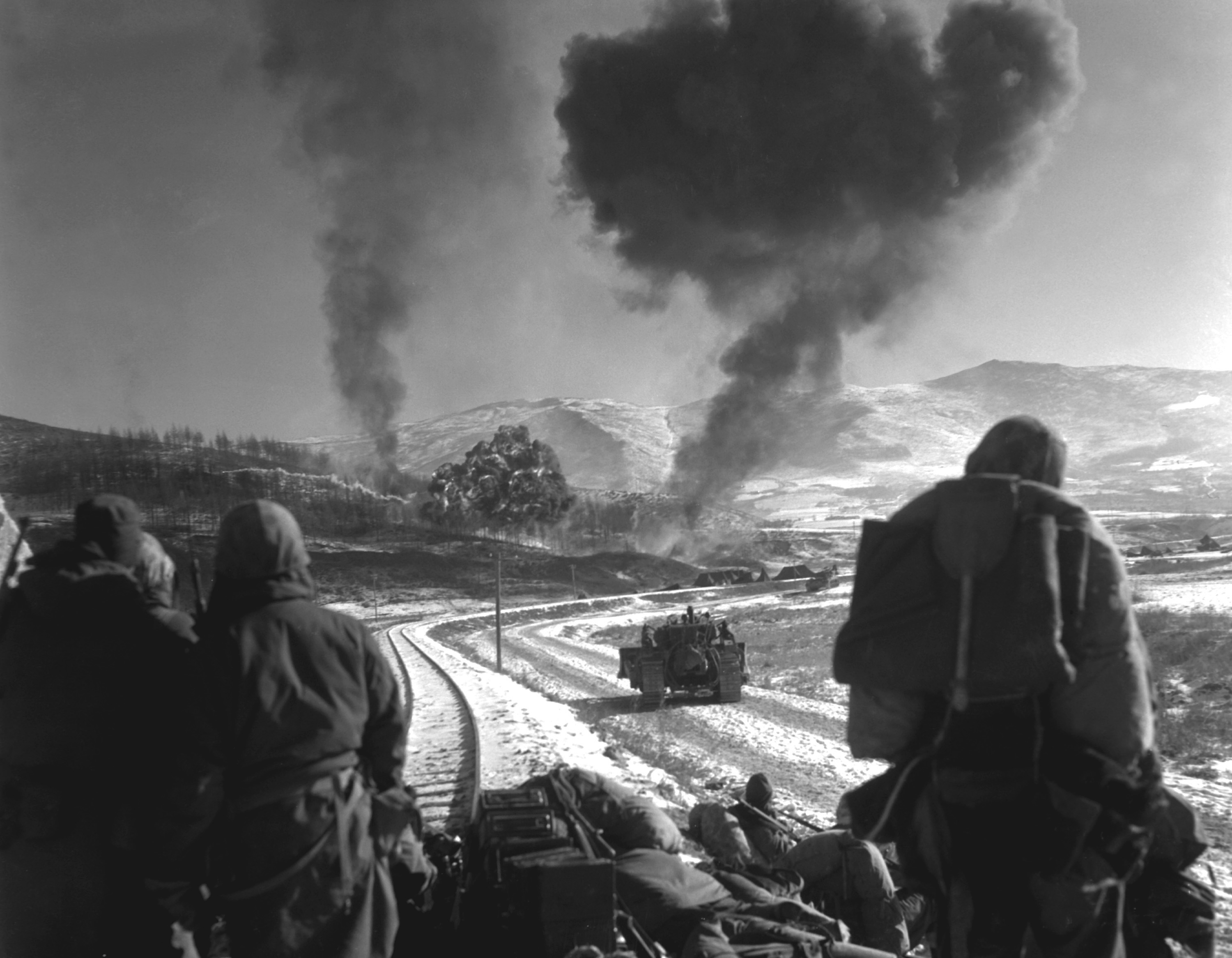
Des F4U-5 Corsairs fournissent un appui aérien rapproché à des marines américains combattant l'armée populaire des volontaires chinois pendant la guerre de Corée, décembre 1950.

Normalement tous les officiers sont formés pour désigner des objectifs aux appuis aériens. Le problème est que les officiers au combat ne peuvent se consacrer à cette tache que de manière sporadique, ayant beaucoup d'autres choses à gérer. De plus, ils ont peu d'entrainement dans le guidage des tirs aériens et aucun dans l'organisation de l'espace aérien au-dessus du champ de bataille : leur compétence est donc assez limitée. Pour pallier ces carences, les armées se sont dotées de spécialistes. Il s'agit d'éléments destinés quasi exclusivement à la gestion de l'espace aérien et au contrôle des tirs d'appui, et à leur coordination avec les manœuvres des troupes au sol. Ce sont les équipes de contrôle de l’appui aérien (Joint terminal attack controller (en)/JTAC)
En pratique, il s'agit d'une équipe généralement composée de 5 personnes, dont un contrôleur aérien avancé, destinée à faciliter l'emploi de l'arme aérienne dans le cadre de l'appui feu rapproché. Dans l'armée française, l'armée de terre dispose de ses propres équipes identique au concept US capable de régler tous les tirs (air, terre et naval) pour l'armée de l'air, les précurseurs sont les hommes du commando parachutiste de l'air no 10 et les pilotes eux-mêmes parfois délégués au guidage depuis le sol. Le terme TACP désignant une équipe de contrôleurs aériens avancés complète... JTAC est le terme américain désignant le contrôleur « JOINT », version étendue qui coordonne les tirs, aérien, terrestre et naval avec le renfort de spécialistes de l'ARMY, ainsi que le survol de la zone de combat et les éléments au sol.
La coordination des mouvements aériens et des différents tirs est dorénavant quasi exclusivement confiée aux JTAC, surtout dans un environnement coalisé. Leur nombre encore faible, malgré la mise en place de formations spécifiques, ne permet pas à toutes les unités d'en être accompagnées en opération. Sans eux, et sans officier capable de faire une désignation suffisante des objectifs, les procédures de CAS sont différentes, et c'est le pilote de l'aéronef qui prend la responsabilité du tir selon une procédure dite d'eCAS, e pour emergency, urgence.
On utilisera plutôt le terme JTAC dans un contexte US, TACP est un terme spécifique à l'US Army qui désignait l'équipe complète de contrôleurs, opérateur radio, et escorte. Celle-ci peut compter jusqu'à une section de commandos si l'environnement est délicat, tant la valeur tactique des JTAC est grande.
Lors de grosses opérations, les JTAC peuvent parfois être eux-mêmes coordonnés par un ou plusieurs senior JTAC qui répartissent les tâches et les moyens entre les différentes zones et les différents JTAC sous leur autorité.
Le terme FAC, appellation OTAN pour Forward Air Controller, désigne un contrôleur aérien avancé qui coordonne exclusivement les mouvements des aéronefs et leur feu sur la zone de combat, en fonction des mouvements des unités au sol.
Enfin le terme AO, Artillery Observer, désigne un observateur d'artillerie avancé qui coordonne exclusivement les feux de l'artillerie en relation avec les mouvements de troupes au sol.
Dans l'armée française, seule l'artillerie dispose d'équipes entièrement qualifiées  pour coordonner les feux aérien, terrestre et naval.
Les JTAC de l'armée de l'air et de la marine nationale sont cependant parfaitement capables de désigner des cibles à l'artillerie terrestre et navale de par leurs formations. 